# 샘모루초등학교
샘모루초등학교는 대한민국 경기도 안양시 동안구에 있는 공립 초등학교이다.

## 학교 연혁
- 2004년 1월 5일 샘모루초등학교 설립 인가
- 2004년 3월 1일 샘모루초등학교 개교(20학급)
- 2004년 3월 1일 초대 최영자 교장 부임
- 2004년 4월 26일 급식소 개소
- 2004년 9월 1일 샘모루초등학교 병설유치원 개원(1학급)
- 2006년 9월 1일 제2대 박영춘 교장 부임
- 2007년 9월 21일 인조잔디구장 준공
- 2008년 3월 1일 특수학급 개설(1학급)
- 2009년 4월 17일 자연체험학습장 개장
- 2009년 9월 24일 도서관 준공

## 학교 동문
이찬휘